# ماتیاس گالارزا
ماتیاس گالارزا (انگلیسی: Matías Galarza؛ زادهٔ ۱۱ فوریهٔ ۲۰۰۲) بازیکن فوتبال اهل پاراگوئه است.
وی همچنین در تیم‌های ملی فوتبال زیر ۱۷ سال و بزرگسالان پاراگوئه بازی کرده‌است.